# Ênio Andrade
Ênio Vargas de Andrade, más conocido simplemente como Ênio Andrade (Porto Alegre, 31 de enero de 1928 - Porto Alegre, 22 de enero de 1997) fue un entrenador y exfutbolista brasileño, que jugaba como mediocampista.

## Carrera

### como jugador
Ênio Andrade se inició como defensor en el São José-RS en 1949, pasando al Internacional al año siguiente. En 1951 se trasladó al Renner, club en el que jugó hasta 1957 .
Fue en Renner donde Ênio Andrade pasó al centro del campo, a través del técnico Selviro Rodrigues. En 1956, se consagró con la Selección Brasileña campeón del Campeonato Panamericano de Fútbol, celebrado en México. También jugó en Palmeiras (1958–1960), Náutico (1961) y nuevamente en São José, donde puso fin a su carrera en 1962.

### como entrenador
Tras finalizar su carrera como jugador en 1962, Ênio Andrade se convirtió en entrenador. En su nueva carrera tuvo logros importantes, al igual que los de su época como jugador. Se le consideraba un entrenador muy estratégico. Ganó tres Campeonatos Brasileños: en 1979, con el Internacional (campeón invicto); en 1981, con Grêmio y en 1985, con el Coritiba (en Maracaná, tras la tanda de penales ganada a Bangu).
Ênio Andrade también tuvo logros internacionales en su currículum. Llevó al Internacional a la final de la Copa Libertadores 1980 cayendo derrotado ante Nacional de Uruguay. Con Cruzeiro, fue campeón de la Supercopa Libertadores en 1991, y de la Copa de Oro Nicolás Leoz 1995.
Ênio Andrade falleció en 1997, a la edad de 68 años, debido a complicaciones pulmonares.

## Clubes

### Como jugador
| Club          | Años      |
| ------------- | --------- |
| São José-RS   | 1949–1950 |
| Internacional | 1950–1951 |
| Renner        | 1951–1957 |
| Palmeiras     | 1958–1960 |
| Náutico       | 1961      |
| São José-RS   | 1962      |

### Como entrenador
| Club          | Años      |
| ------------- | --------- |
| Esportivo     | 1974      |
| Grêmio        | 1975      |
| Santa Cruz    | 1976      |
| Sport Recife  | 1977      |
| Juventude     | 1978      |
| Coritiba      | 1979      |
| Internacional | 1979–1980 |
| Grêmio        | 1981–1982 |
| Náutico       | 1984      |
| Coritiba      | 1985      |
| Sport Recife  | 1986      |
| Internacional | 1987      |
| Palmeiras     | 1988      |
| Cruzeiro      | 1989–1990 |
| Internacional | 1990–1991 |
| Cruzeiro      | 1992      |
| Bragantino    | 1992      |
| Internacional | 1993      |
| Cruzeiro      | 1994–1995 |

## Títulos

### Como jugador
Internacional
- Campeonato Gaúcho : 1950 y 1951

Renner
- Campeonato Gaúcho : 1954

Palmeiras
- Campeonato Brasileño : 1960
- Campeonato Paulista : 1959

### Como entrenador
Internacional
- Campeonato Brasileño : 1979

Grêmio
- Campeonato Brasileño : 1981

Coritiba
- Campeonato Brasileño : 1985

Cruzeiro
- Campeonato de Minas Gerais : 1990, 1994
- Supercopa Sudamericana : 1991
- Copa de Oro Nicolás Leoz : 1995

Esportivo Bento Gonçalves
- Campeonato Gaucho del interior: 1971
- Copa del Gobernador del Estado : 1973

Santa Cruz
- Campeonato Pernambucano : 1976

Náutico
- Campeonato Pernambucano : 1984